# Clevedon (Nouvelle-Zélande)
Pour les articles homonymes, voir Clevedon (homonymie).
Clevedon est une localité, autrefois connue sous le nom de «Wairoa South», qui est une ville rurale dépendant de la cité d’Auckland, dans l'Île du Nord en Nouvelle-Zélande.

## Situation
Elle est située dans la circonscription du ward de Franklin (en), l’une des 13 divisions administratives de la cité d’Auckland.
La ville est administrée par le Conseil d'Auckland.

## Description

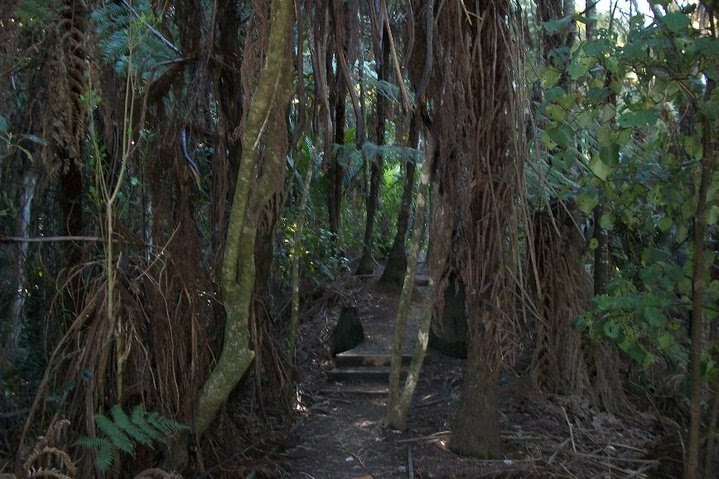
Cette promenade dans la nature près de Clevedon prend 45 minutes pour grimper au sommet d’une petite colline avec une large vue sur les deux côtes

## Population
La ville et sa zone rurale avait 2 508 résidents lors du  recensement de 2006 en Nouvelle-Zélande), et est le centre du secteur administratif de Manukau, qui couvre plus largement la zone rurale vers l’est du cœur urbain de la cité.

## Géographie
Clevedon est situé sur les berges du fleuve Wairoa, à 5 kilomètres de son estuaire et qui se jette dans le détroit de Tamaki, une branche du  Golfe de Hauraki.
Elle est localisée à 14 kilomètres du centre de la banlieue de Manukau, qui est au nord-ouest.
Vers le sud de Clevedon s’élèvent les collines abruptes de la chaîne de Hunua (en).
Plusieurs plages populaires sont situées sur la côte près de Clevedon, comprenant la plage de Duder's Beach (en) et la plage de Kawakawa.
Entre ces deux plages se trouve le parc régional Duder (en).

## Toponymie
La ville de Clevedon fut dénommée en 1866 à partir du nom de la ville de Clevedon en  Angleterre.
Elle était connue au préalable sous le nom de Te Wairoa (en langue Māori: 'la Longue Rivière').

## Éducation
Il y avait précédemment plusieurs écoles situées à Clevedon (district de Wairoa) mais une seule persiste: la  «Clevedon School».

## Éléments caractéristiques
L’église de 'Toutes les âmes'  (All Souls Church) est inscrite dans le New Zealand Historic Places Trust dans les structures de  Catégorie II sous le numéro d’enregistrement 682.

## Personnalités notables
Le honorable Phil Goff, ancien chef du parti travailliste et ministre de la défense et des affaires étrangères est un résident de longue date de Clevedon .

## Autres lectures
- (en) The Reed Dictionary of New Zealand Place Names, Auckland, Reed Books, 2002 (ISBN 0-7900-0761-4).